# Aly Diaby
Aly Diaby es un deportista maliense que compitió en taekwondo. Ganó una medalla de bronce en el Campeonato Africano de Taekwondo de 2001, en la categoría de –58 kg.

## Palmarés internacional
| Campeonato Africano | Campeonato Africano | Campeonato Africano | Campeonato Africano |
| Año                 | Lugar               | Medalla             | Categoría           |
| ------------------- | ------------------- | ------------------- | ------------------- |
| 2001                | Dakar (Senegal)     | Medalla de bronce   | –58 kg              |